# Pandeism
Pandeism (av grekiska pan "allt" och latin deus "gud"), är inom religionsfilosofi en kombination av panteism (uppfattningen att hela naturen, världen eller universum är besjälat av ett gudomligt väsen, som inte är något mer än detta) och deism (Gud, som skapat världen, men inte längre ingriper i världens gång).
Pandeism är tron att hela naturen, världen eller universum är skapat av en opersonlig, andlig entitet, allt är ett, samt att inget existerar utanför den verkligheten. Detta kan vid första anblicken verka vara samma sak som panteism, men det som skiljer de båda åt är att inom pandeismen är inte gudomen medveten om sitt nuvarande tillstånd som ett manifesterat, fysiskt universum. Det är inom pandeismen även underförstått att gudomen senare kan återgå till sitt tillstånd som en individuell, medveten gudom, vilket den var innan den manifesterade sig. För att sammanfatta det kortare: gudomen var självmedveten, skapade universum av sig själv och när gudomen då blev manifesterad samt i viss utsträckning delad, blev den även omedveten om sig själv.
Johannes Scotus Erigena, född cirka 810 på Irland, död cirka 880, var en irländsk filosof och teolog, verksam vid det karolingiska hovet. Teologin i hans huvudverk De Divisione Naturæ utmärks av en tydlig prägel av nyplatonismen; han framställer skapelsen som ett utflöde ur och en återgång till Gud. Han betonade förnuftets och filosofins betydelse, dock utan att ifrågasätta den uppenbarade religionen. Enligt Johannes kan vi inte ernå någon direkt kunskap om Gud, endast vad Gud inte är, jämför apofatisk teologi. Den mest omfattande bok om pandeism skriven av Max Bernhard Weinstein 1910.
Begreppet "pandeist" skapades av von Moritz Lazarus och Heymann Steinthal i ett bidrag till tidskriften "Zeitschrift für Völkerpsychologie und Sprachwissenschaft": Man låter således tänkarna fritt avgöra, om de vill kalla sig teister, panteister, ateister, deister (eller varför inte också pandeister?)